# تامارا بوغوسیان
تامارا بوغوسیان (Թամարա Հարությունի Պողոսյան؛ زادهٔ ۴ یا ۱۷ ژوئیهٔ ۱۹۴۹ - درگذشته ۲۸ اوت ۲۰۱۸) یک سیاستمدار، و اهل ارمنستان بود که از تاریخ ۱۱ ژوئن ۲۰۰۳ تا تاریخ ۳ مه ۲۰۰۴ در دولت سمت وزیر فرهنگ و امور جوانان ارمنستان را برعهده داشت.

## زندگی‌نامه
در ۴ یا ۱۷ ژوئیهٔ ۱۹۴۹ در روستای تاووش، استان تاووش به دنیا آمد و از دانشگاه دولتی ایروان فارغ‌التحصیل شد. 